# 八月ちゃん
八月ちゃん（はちがつちゃん、8月30日 - ）は、日本の歌手・女性アイドル・シンガーソングライター。栃木県出身。

## 略歴
- おやすみホログラムに2014年7月加入。2020年10月31日卒業[1]。
- 2021年8月28日 初の主演イベント「八月ちゃんの生誕祭」にてソロ本格始動後初のE.P.「不思議なくらいに」をリリース。

## 人物
自身がオートバイ乗りであることから「シンガーソングライダー」を自称している。愛車はスズキ・ボルティー。

## 作品

### EP
| # | 発売日        | タイトル               | 規格 | 収録曲 | 品番       |
| - | ------------- | ---------------------- | ---- | --- | ---------- |
| 1 | 2019年9月11日 | AUGUST E.P.            | CD   | 1. カメとサンドイッチパン 2. シー太郎のうた 3. 9月、そらとぶカメをみた 4. 君と僕の光と影 5. こんぺいとう            | KAME-001   |
| 2 | 2021年8月28日 | 不思議なくらいに       | CD   | 1. 不思議なくらいに 2. 彗星みたいだ 3. あいらぶ                                                                     | AUGUST-001 |
| 3 | 2022年4月29日 | 八月ちゃんのASM-1話目- | CD   | 1. 不思議なくらいに 2. 彗星みたいだ 3. あいらぶ                                                                     |            |
| 4 | 2022年6月11日 | 八月ちゃんのASM-2話目- | CD   | 1. オープニングトーク 2. 彗星みたいだ（アコースティックバージョン） 3. ミドルトーク 4. ボイヤッホー 5. エンディング |            |
| 5 | 2022年7月17日 | 八月ちゃんのASM-3話目- | CD   | 1. オープニング 2. さぼてん（アコースティックバージョン） 3. ミドルトーク 4. ボイアチ 5. エンディング               |            |
| 6 | 2022年10月2日 | Ao                     | CD   | 1. Ao 2. Ao（アコースティックバージョン）                                                                           |            |

### ミュージックビデオ
| リリース日    | タイトル             |
| ------------- | -------------------- |
| 2021年6月1日  | 「不思議なくらいに」 |
| 2021年8月26日 | 「彗星みたいだ」     |

### アーティストブック
| # | 発売日        | タイトル | 販売形態                      |
| - | ------------- | --- | ----------------------------- |
| 1 | 2019年9月11日 | 八月ちゃん（おやすみホログラム）アーティストブック〜卒業制作で「アイドル」を題材にした美大生が本物のアイドルになった | A5サイズ100PオールカラーDVD付 |

## 出演

### ラジオ番組
- 八月ちゃんのチェケるサンデーナイト！（毎月第4日曜日　21:00～23:00、FM湘南ナパサ、2020年5月 - 2020年12月）
- 八月ちゃんラジオもどき（毎月1回日曜日　20:00～ 、EDGE、2021年4月 - ）[3]

### 映画
- IDOL NEVER DiES（2022年公開、監督：井口昇）